# Чарножечка
Чарножечка (пол. Czarnorzeczka) — село в Польщі, у гміні Домброва-Білостоцька Сокульського повіту Підляського воєводства.
У 1975-1998 роках село належало до Білостоцького воєводства.